# Rozpoznawanie pisma ręcznego
Rozpoznawanie pisma ręcznego, rozpoznawanie pisma odręcznego, HWR (od ang. handwriting recognition) – zagadnienie z dziedziny sztucznej inteligencji polegające na odczytywaniu napisanych odręcznie tekstów z obrazu lub z urządzenia wejściowego. Innymi słowy, jest to przekształcanie tekstów odręcznych zapisanych w postaci graficznej do ciągu znaków (zakodowanych za pomocą, na przykład, unikodu).
Nie należy mylić rozpoznawania pisma ręcznego z identyfikacją osoby piszącej (ang. handwriting identification), czym zajmuje się grafologia. W przypadku identyfikacji osoby piszącej należy skupić się na indywidualnych cechach pisma, pomijając treść tekstu, a w przypadku rozpoznawania pisma ręcznego odwrotnie: należy skoncentrować się na treści, pomijając cechy indywidualne.

## Rozpoznawanieonlineioffline
Można wyróżnić dwa rodzaje rozpoznawania pisma ręcznego: online i offline. Rozpoznawanie online polega na odczytywaniu tekstu z urządzenia (np. z ekranu dotykowego) w trakcie jego pisania. Rozpoznawanie offline polega natomiast na odczytywaniu tekstu z obrazu (np. ze skanu). Rozpoznawanie online jest zagadnieniem prostszym, gdyż dostępna jest kolejność, w której powstawały kolejne fragmenty napisu.

## Problemy
Przy analizie pisma ręcznego istnieje wiele problemów, które nie występują w tekstach drukowanych:
- obecność łączonych liter[1]
- stykające się linie tekstu[1]
- różnice w charakterze pisma (np. nachylenie)[2].

## Techniki
Do rozpoznawania pisma ręcznego wykorzystuje się między innymi sieci neuronowe, logikę rozmytą, ukryte modele Markowa.
Istnieje wiele różnych metod, ale można wskazać pewne typowe etapy algorytmów rozpoznających pismo ręczne. Na początku następuje tak zwany preprocessing, czyli binaryzacja (najczęściej progowanie), usuwanie szumów i tym podobne. Kolejnym etapem jest segmentacja, czyli wyodrębnienie poszczególnych liter. Ze względu na wymienione wcześniej problemy może to być trudne, zatem spotyka się również techniki polegające na wyodrębnianiu poszczególnych fragmentów liter lub wręcz przeciwnie – na wyodrębnianiu większych fragmentów tekstu (np. krótkich słów). Po tym etapie następuje rozpoznawanie liter i składanie ich w słowa. Często stosowane są metody korzystające ze zdefiniowanego wcześniej słownika.